# Czesław Grzonka
Czesław Grzonka (ur. 30 października 1906 w Magdalenkach – zm. 7 lipca 1942) – ksiądz, wyświęcony 12 czerwca 1932, pierwszy proboszcz Parafii Chrystusa Odkupiciela w Poznaniu w latach 1936-1941, zamordowany przez niemieckich nazistów w obozie Dachau w ramach akcji eliminacji polskiej inteligencji Intelligenzaktion. Tablice z jego nazwiskiem znajdują się na Pomniku Polskiego Państwa Podziemnego w Poznaniu i na kościele (patrz ilustracja).